# サイモン・ミラー
サイモン・ミラー（Simon Miller、1978年12月3日 - ）は、アメリカ合衆国の俳優、プロデューサーである。
2008年の映画『Between Love & Goodbye』、2014年の映画『Six Dance Lessons in Six Weeks』、そして2009年からのTVシリーズ『ゴシップガール』への出演で知られている。

## 経歴
サイモン・ミラーはネヴァダ州エルコ出身で、俳優としては、主に2008年から2011年まで活躍していた。最初は2008年の『Between Love & Goodbye』に主役のカイル役で出演して、2010年にはTVシリーズ『CSI:マイアミ』にブラッド役で、『ヴァンパイア・ダイアリーズ』のジョージ役で、『ゴシップガール』にパトリック役で、それぞれの出演を行った。
2014年にジーナ・ローランズとシャイアン・ジャクソンが出演した『Six Dance Lessons in Six Weeks』に協力プロデューサー兼俳優として参加して、俳優としてはロバート役で出演した。
ミラーは現在、L.A.在住である。

## 出演作品

### 映画
| 公開年 | 題名 原題                      | 役名 原表記 | 備考         |
| ------ | ------------------------------ | ----------- | ------------ |
| 2008   | Between Love & Goodbye         | Kyle        | [ 6 ]        |
| 2008   | The Truth                      | Simon       | (Short Film) |
| 2009   | Elah and the Moon              | Endymion    | (Short Film) |
| 2011   | Double/Take                    | Bob         | (Short Film) |
| 2014   | Six Dance Lessons in Six Weeks | Robert      |              |

### TVシリーズ
| 放映年    | 題名 原題                                      | 役名 原表記                            | 備考                                    |
| --------- | ---------------------------------------------- | -------------------------------------- | --------------------------------------- |
| 2010      | CSI:マイアミ CSI: Miami                        | ブラッド・ドナー Brad Donner           | 第8シーズン 19話 「スプリングブレイク」 |
| 2010      | ヴァンパイア・ダイアリーズ The Vampire Diaries | ジョージ・ロックウッド George Lockwood | 第2シーズン 4話 「過去の記憶」          |
| 2009-2011 | ゴシップガール Gossip Girl                     | パトリック・ロバーツ Patrick Roberts   | 全3話出演                               |

## 参照
1. ↑  “I’m 39!”. 2017年12月3日閲覧。
2. ↑  “Simon Miller”. 2015年2月23日閲覧。
3. ↑  “Ill-Fated Romance”. 2009年1月29日閲覧。
4. ↑  “Review: ‘Six Dance Lessons in Six Weeks’ Film Review: ‘Six Dance Lessons in Six Weeks’”. 2014年12月16日閲覧。
5. ↑  “Los Angeles, CA”. 2009年4月28日閲覧。
6. ↑  https://www.senscritique.com/film/Between_Love_and_Goodbye/13322326